# Settela Steinbach
Anna Maria (Settela) Steinbach (Buchten, 23 december 1934 – Auschwitz, 31 juli(?) 1944) was een Nederlands meisje dat in Auschwitz werd vergast. Ze was lange tijd een icoon voor de Nederlandse Jodenvervolging, tot in 1994 werd ontdekt dat ze niet Joods was, zoals werd aangenomen, maar tot de Sinti-familie van de Roma behoorde.

## Levensloop
Settela werd geboren in Buchten bij Born (Zuid-Limburg) als dochter van de handelaar en violist Heinrich (Moeselman) Steinbach en Emilia (Toetela) Steinbach. De familie trok musicerend en bedelend door Limburg.
Foto's gemaakt in het woonwagenkamp te Brunssum in 1935 door Jan de Jong in opdracht van De Spaarnestad

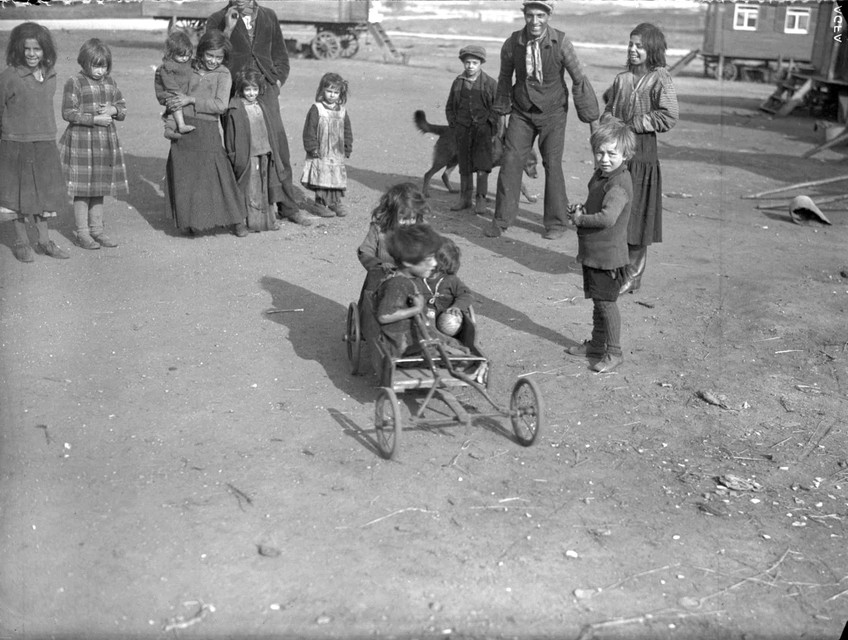
Groep spelende kinderen o.a. van de familie Steinbach
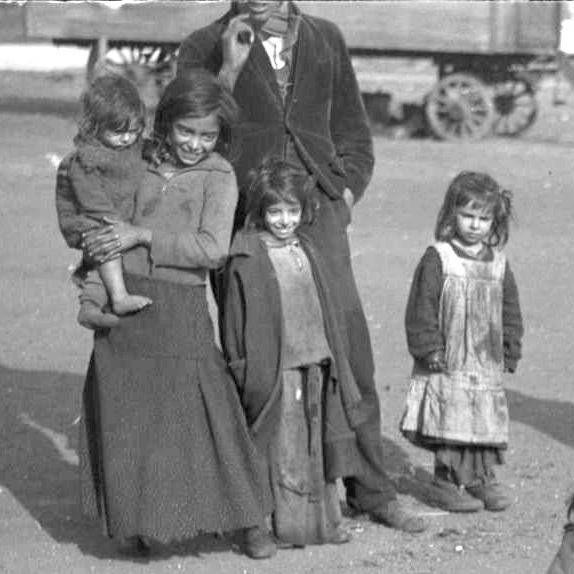
Detail: Settela als kleuter op de arm van zus Elisabeth
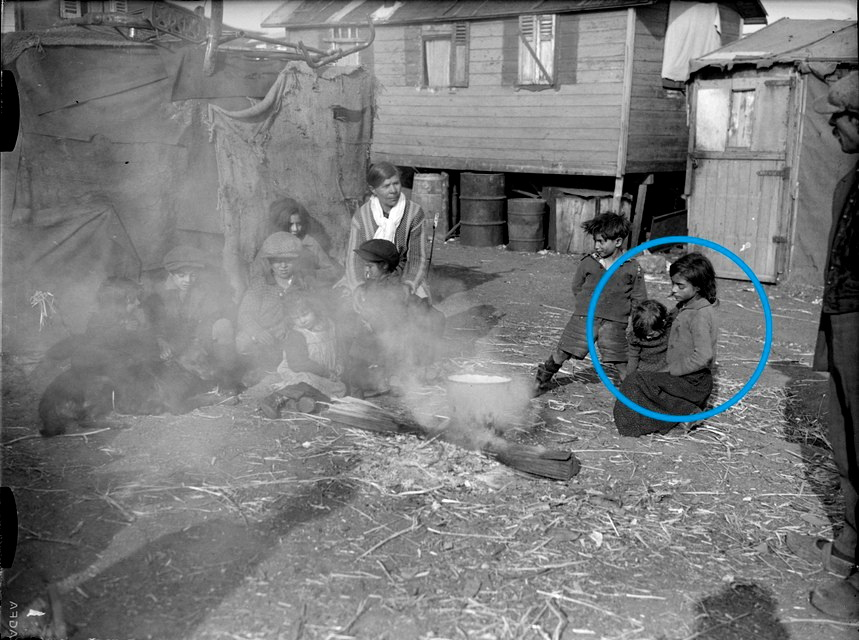
Het gezin Steinbach met (blauw omcirkeld) Elisabeth en Settela
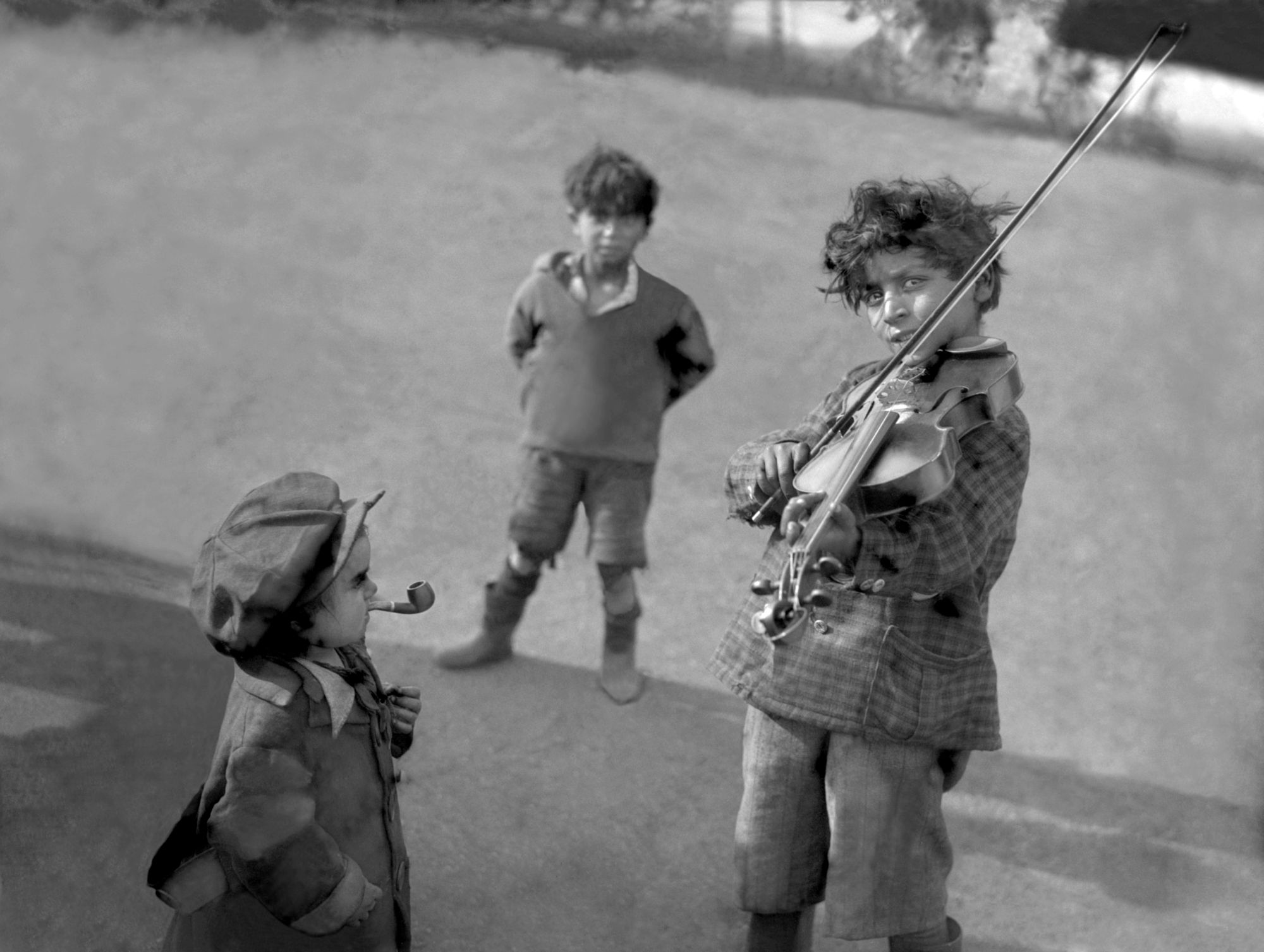
Willy Steinbach (met viool) in het kamp te Brunssum

Op 16 mei 1944 werd in geheel Nederland een razzia tegen Roma gehouden. Settela werd in Eindhoven opgepakt. Diezelfde dag arriveerde ze met nog 577 anderen in kamp Westerbork. Van deze groep mochten al snel ruim 300 personen weer vertrekken omdat ze weliswaar woonwagenbewoners waren, maar geen Roma. In Westerbork werd Settela preventief kaalgeschoren tegen hoofdluis. Omdat ze zich schaamde voor haar kale hoofd scheurde haar moeder een stuk van een laken af dat ze om haar hoofd kon doen.

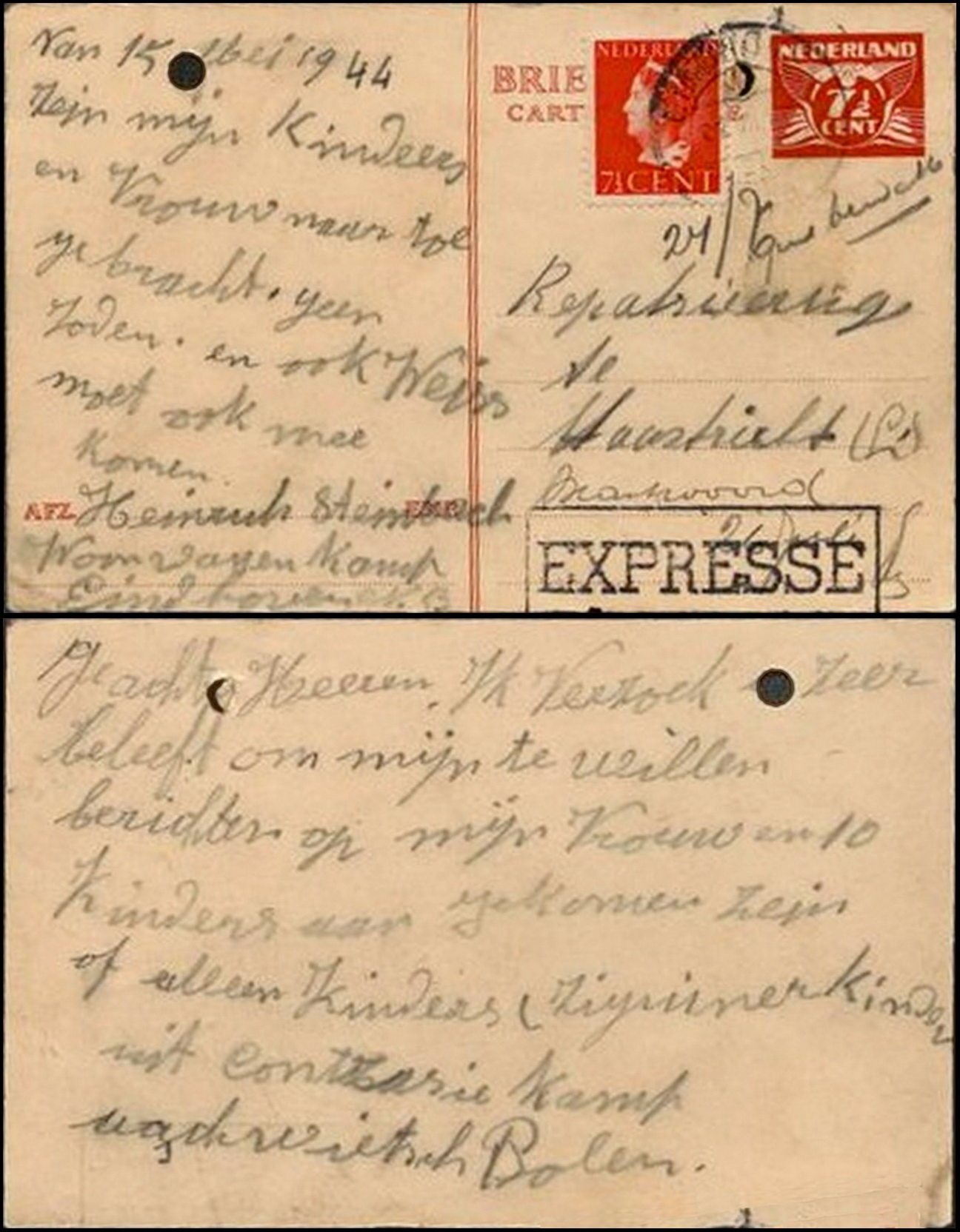
Briefkaart van Heinrich Steinbach aan de repatriëringsdienst in Maastricht (1945)

Op 19 mei werd ze met 244 andere Sinti per trein naar Auschwitz-Birkenau gedeporteerd. Toen de deuren van de goederenwagon waarin ze zou worden vervoerd werden gesloten, keek ze nog even naar buiten, naar een hond die daar liep. Dit beeld werd vastgelegd door Rudolf Breslauer, een Joodse gevangene in Westerbork, die in opdracht van de kampcommandant Gemmeker de Westerborkfilm over het kamp maakte. Haar moeder zei: "Settela ga bij die deur weg, straks komt je kop er nog tussen." Zo hoorde Crasa Wagner, die zich achter haar in de wagon bevond, dat ze Settela heette.
Op 21 mei arriveerden de Nederlandse Sinti, onder wie Settela, in Auschwitz-Birkenau. Ze werden geregistreerd en naar de afdeling voor Roma gebracht. Toen in de zomer van 1944 een half miljoen Joden uit Hongarije naar Auschwitz-Birkenau werden gedeporteerd, ontstond in het kamp ruimtegebrek. Onder de Roma brak een opstand uit, die echter was verraden en door de nazi's snel de kop werd ingedrukt. Roma die nog geschikt werden geacht om te werken, werden naar munitiefabrieken in Duitsland overgebracht. In de periode van eind juli tot 3 augustus werden de resterende drieduizend vergast, waaronder 213 Nederlandse Sinti. Settela en haar moeder, twee broertjes, twee zusjes, haar tante, twee neefjes en een nichtje behoorden ook tot deze groep, zodat de datum van haar overlijden niet met zekerheid is vast te stellen.
Van de familie Steinbach overleefde alleen de vader van Settela de Tweede Wereldoorlog. Heinrich Steinbach was al eerder opgepakt en werd bij Philips in Eindhoven tewerkgesteld. Na de oorlog probeerde hij tevergeefs zijn vrouw en tien kinderen terug te vinden. Een briefkaart van 22 mei 1945 waarin hij vanuit Eindhoven schrijft aan de repatriëringsdienst in Maastricht en informeert naar het lot van zijn gezin, werd in 2024 teruggevonden in het archief van het Militair Gezag in het Historisch Centrum Limburg te Maastricht. De kaart is op 26 juli 1945 beantwoord. Heinrich Steinbach stierf in 1946 op 44-jarige leeftijd in Maastricht, naar verluidt van verdriet, en werd aldaar begraven.

## Zoektocht naar een naam
Na de oorlog werd het fragment uit de Westerborkfilm uit 1944 van Rudolf Breslauer veel gebruikt in documentaires. Een beeldje uit de film werd zelfs een icoon voor de Jodenvervolging. Omdat de naam van het meisje niet bekend was, stond ze bekend als 'het meisje met de hoofddoek'. Daar kamp Westerbork voornamelijk een doorvoerkamp voor Joden was, werd aanvankelijk aangenomen dat het een Joods meisje betrof.
In december 1992 begon de journalist Aad Wagenaar een onderzoek naar haar identiteit. Hij ontdekte dat twee wagons in de gefilmde trein Nederlandse Sinti vervoerden. Op 7 februari 1994 hoorde Wagenaar op een woonwagenkamp in Spijkenisse van Crasa Wagner de naam van het meisje. Later werd hem duidelijk dat ze met haar moeder, vier broertjes en zusjes en nog vier andere familieleden in Auschwitz was vergast.

## Publicaties
Over de zoektocht van Wagenaar maakte Cherry Duyns in 1994 de documentaire Settela, gezicht van het verleden.
Wagenaar publiceerde over zijn onderzoek het boek Settela; het meisje heeft haar naam terug.